# حنيني
حنيني؛ حلوى سعودية تشتهر في منطقة نجد والأحساء، ففي الأحساء يسمى ممروس وأيضاً مريس، وعادة ما يستهلك في حفلات الخطوبة والزواج ولكن بطريقة التوزيع في اكياس قديما. وتتميز منطقة الوشم وشقراء في نجد خاصة بكثرة انتاجه واستهلاكه وغالباً ما يقدم على مائدة الإفطار والعشاء، ويؤكل في موسم الشتاء خاصة. يُصنع الحنيني أو الممروس من التمر، والطحين، السمن أو الزبدة، والهيل المطحون، والزعفران، ويتميّز بطعمٍ التمر اللذيذ.
عندما يتم خلط مقاديره والانتهاء من إعداده، يتم رصه وتشكيله بطريقة هرمية أو قمعية أقرب ما يكون إلى شكل جبل بركاني في قمته يُصب عليه السمن أو الزبدة المذوبة. وتحوي وجبة الحنيني أو الممروس التي تزن 130 غرامًا، بحسب موقع شهية، على المعلومات الغذائية التالية:
- السعرات الحرارية: 409
- الدهون: 10
- الدهون المشبعة: 6
- الكوليسترول: 24
- الكاربوهيدرات: 85
- البروتينات: 4

## وصلات خارجية
- طريقة عمل وصفة الحنيني القصيمي
- وصفة الحنيني مع معلوماتها الغذائية